# سفارة المالديف لدى السعودية
سفارة المالديف لدى السعودية هي الممثلية الدبلوماسية العليا لدولة المالديف لدى المملكة العربية السعودية. تقع السفارة في حي السليمانية في الرياض.